# Androgynophor

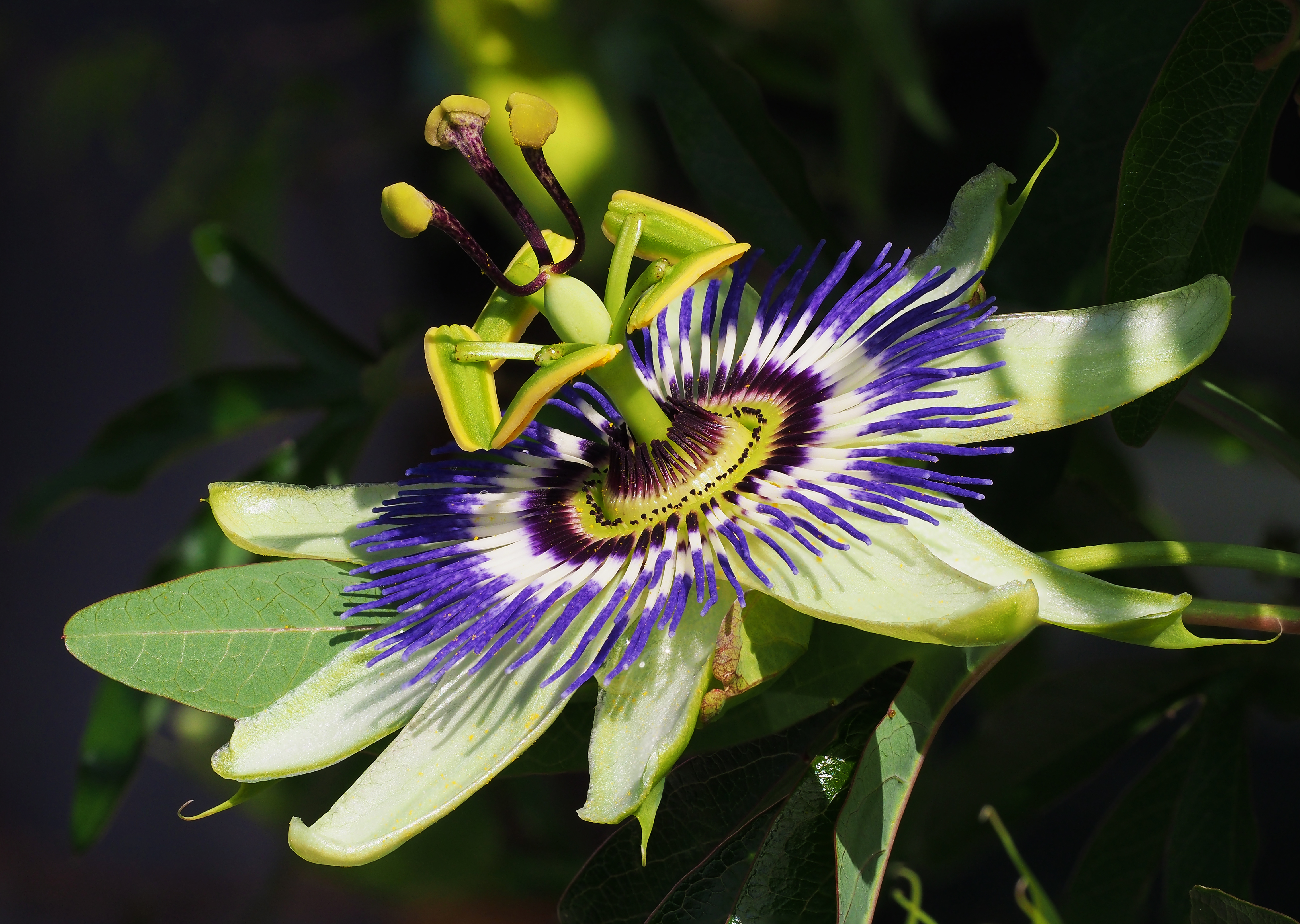
Androgynophor einer Blauen Passionsblume (Passiflora caerulea)

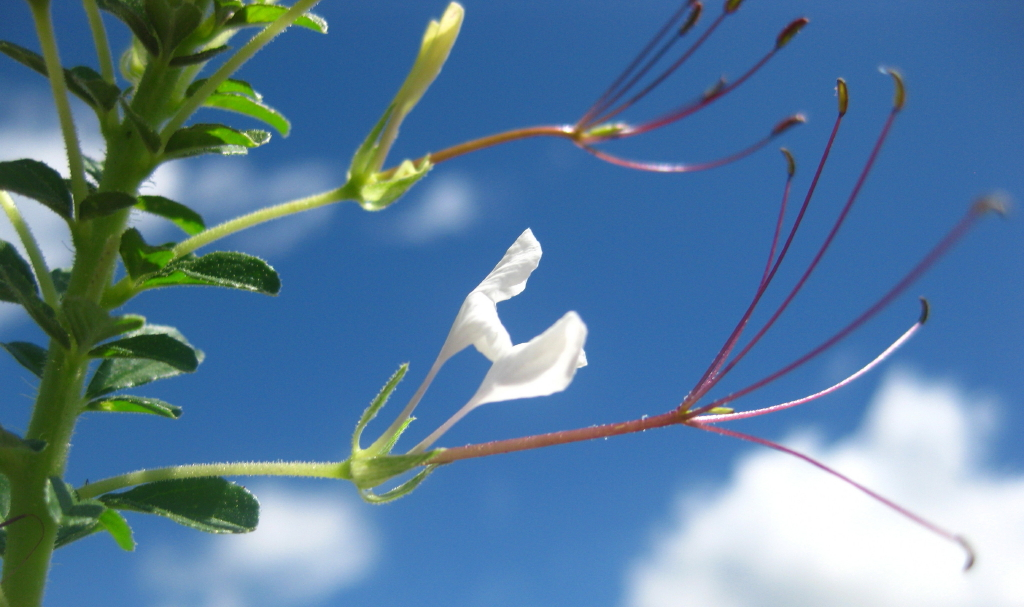
Androgynophor bei Cleome gynandra

Das Androgynophor, gelegentlich auch Gynandrophor oder Gonophor genannt, ist ein Begriff aus der Botanik, genauer der Blüten-Morphologie. Es bezeichnet ein verlängertes Internodium zwischen dem Perianth (den Kelch- und/oder Kronblättern) und den Staubblättern sowie dem Stempel. 
Bei Blüten mit Androgynophor liegt eine Kombination von Gynophor und Androphor vor, es werden also Staubblätter und Stempel über die Blütenhülle hinausgehoben. Befindet sich das verlängerte Internodium zwischen den Staubblättern und dem Gynoeceum, wird also nur der Stempel aus der Blüte herausgehoben, spricht man von einem Gynophor. Bei einem Androphor werden nur die Staubblätter angehoben. Möglich ist auch ein sogenannter Anthophor, der zwischen Kelchblättern und den übrigen Blütenorganen in Form eines blütentragenden Stieles ausgebildet ist, und beide Teile trennt, wie bei den Leimkräutern (Silene) in der Familie der Nelkengewächse. 

Gynophor
Androgynophor
Anthophor
Androphor

In ausgeprägter Form findet man Androgynophore bei den Passionsblumengewächsen oder den Cleome und Gynandropsis in der Familie der Cleomaceae.